# HIP 13044
الاسم: اتش أي بي 13044 (HIP 13044)
النوع: كوكب غازي
البعد عن مجموعتنا الشمسية: 2,300 سنة ضوئية
النجم الذي يدور حوله: النجم اتش أي بي 13044
و هو أول كوكب يكتشف خارج مجرة درب اللبانة.
اكتشف علماء فلك ما يعتقد أنه أول كوكب خارج مجرة درب اللبانة التي يوجد فيها كوكب الأرض.
وأفادت مجلة «ساينس» الأمريكية على موقعها على الإنترنت بأن الكوكب الجديد، الذي يبلغ حجمه حجم كوكب المشتري وذالك من خلال أبحاث علمية، يقع على بعد 2300 سنة ضوئية عن «تيار هلمي»، وهو حلقة نجوم قديمة تمر في مجرة درب اللبانة.
يبعد عن نجمه على مسافة تساوي عُشر 1/10 المسافة بين الشمس والأرض في اقرب نقطة بينه وبين نجمه، ويعتقد أن كتلة الكوكب الجديد تقدر بـ 1.25 مرة عن كوكب المشتري، كما أنه يدور بمقربة من النجم الأم بمدار دائم فقط بـ 16.2 يوماً.
وأكد علماء الفلك أن التيار تشكل قبل 6 إلى 9 مليارات سنة، يوم مزقت مجرة درب اللبانة مجرة أخرى وابتلعت نجومها.

## الاكتشاف
واكتشف عالم الفلك جون سيتبافان وزملاؤه من معهد ماكس بلانك في مدينة هايدلبرغ في ألمانيا من خلال أبحاث علمية، أن نجماً أطلق عليه اسم HIP 13044 وتنبهوا إلي أنه لم يتحرك بسرعة تتناغم مع الشمس.
اكتشاف هذا الكوكب تم باستخدام تلسكوب MPG/ESO 2.2-m في تشيلي.
وتوقع العلماء أن هذا يحصل بسبب وجود نقاط عليه تعيق قياس السرعة أو أنه يتمدد ويتقلص بوتيرة مختلفة من خلال أبحاث علمية، لكن لما تعذر عليهم اكتشاف أي من هذين الأمرين لم يجدوا أمامهم إلا احتمالاً واحداً وهو وجود كوكب تؤثر جاذبيته علي هذا النجم.
وأكد الفريق أن هذا هو أول كوكب خارج مجرة درب اللبانة، لكنهم لفتوا إلى أن هذا ليس الأمر الجديد الوحيد بل تبين أن النجم HIP 13044 قديم جداً وعمره أكبر من الشمس بحوالي 3 مليارات سنة، كما أنه فقير جداً بالمعادن بحيث لا تتعدي نسبتها فيه الـ1% والباقي عبارة عن عنصري الهيدروجين والهيليوم.
ومن جانبه، أشار كريستوفر جونز كرلز وهو عالم فلك من جامعة رايس في هيوستن، أن الكواكب تتواجد بشكل أكبر حول النجوم الغنية بالمعادن، مثل الشمس، لذا فإن «حقيقة تشكل كواكب حول نجوم فقيرة بهذه المادة مفاجئ جداً وغير معتاد».
وأوضح ستيفن برادو عالم الفلك في «ناسا» أنه بالرغم من أنه لم يتأكد أن كوكباً يقف وراء هذه التغيرات في سرعة النجم HIP 13044 ، إلا أن كل النتائج تشير إلى هذا الاتجاه.